# Virginia González Polo
Virginia González Polo (Valladolid 2 d'abril de 1873 – Madrid 15 d'agost de 1923) fou una dirigent comunista espanyola.

## Biografia
Membre d'una família humil amb 22 fills, des dels 9 anys treballava com a guarnidora de sabates i es casà amb el sabater Lorenzo Rodríguez Echevarría. Per qüestions de feina es traslladà a Lleó i després a La Corunya, on es relacionà amb cercles anarquistes i el 1894 va ingressar en la Societat de Sabaters i Guarnicioners de La Corunya. El 1899 es traslladà a Bilbao, on es va unir a la Unió General de Treballadors i col·laborà al diari La lucha de clases. El 1905 representà els treballadors del calçat de Bilbao al VIII Congrés de la UGT.
De 1906 a 1907 va viure a Buenos Aires (Argentina), i quan tornaren va viure a Vigo, Palència i Lleó, on va participar activament en la vaga general de 1909. Per aquest motiu fou bandejada de Lleó i després de viure un temps a Baiona (Lapurdi) el 1910 es va instal·lar a Madrid, treballant en una tenda als voltants de la Casa del Pueblo i formant part del Grup Femení del PSOE. Això la va obligar a fer nombrosos viatges per a fer propaganda del partit amb Andrés Saborit Colomer, aleshores president de les Joventuts Socialistes d'Espanya (JSE). Dins el PSOE va ser vocat del Comitè nacional (1915-1918) i secretària femenina de la Comissió Executiva (1918-1919), així com vocal nacional de la UGT (1916-1918). Va participar en els congressos del PSOE de 1912, 1915, 1919 i 1921.
El 23 de setembre de 1916 fou condemnada a una multa i bandejament per un any, vuit mesos i 21 dies per injúries a l'Església Catòlica. També fou detinguda per formar part del comitè de la vaga general de 1917 a Madrid, però fou alliberada perquè els seus companys declararen que els estava atenent i fent el menjar.
A partir dels anys 1920 es declarà partidària de la Tercera Internacional, cosa que la va anar distanciant del partit. L'abril de 1921 participà en la Constitució del Partit Comunista Obrer Espanyol (PCOE), del que el seu fill, César Rodríguez Polo, en seria secretari general. Fou nomenada delegada del PCOE en el III Congrés Internacional Comunista de Moscou, però hagué de tornar a Madrid, greument malalta. El març de 1922 fou nomenada secretària femenina del Comitè Central del Partit Comunista d'Espanya. Poc abans de morir participà en un míting contra la guerra del Marroc.